# Szonowo
Szonowo (do końca 2017 roku Szonowo Szlacheckie) – wieś w Polsce położona w województwie kujawsko-pomorskim, w powiecie grudziądzkim, w gminie Łasin.

## Podział administracyjny
W latach 1975–1998 miejscowość administracyjnie należała do województwa toruńskiego.

## Demografia
Według Narodowego Spisu Powszechnego (III 2011 r.) wieś liczyła 336 mieszkańców. Jest piątą co do wielkości miejscowością gminy Łasin.

## Krótki opis
We wsi znajduje się szkoła podstawowa i ochotnicza straż pożarna.